# 瓦版・忠臣蔵
『瓦版・忠臣蔵』（かわらばんちゅうしんぐら）は、1964年6月6日から同年11月24日まで毎日放送制作・NET（現：テレビ朝日）系列で放送された公開時代劇コメディ番組である。全26回。参天製薬の一社提供。

## 概要
『仮名手本忠臣蔵』をモデルとした公開コメディで、関西お笑い界から多数の喜劇人が出演した。収録は「なんば邦映」で行われた。

## 放送時間
- 1964年6月6日〜同年8月29日：土曜19:00 - 19:30（JST）
- 1964年9月1日〜同年11月24日：火曜19:30 - 20:00（JST）
  - 海外コメディ『グリンドル』との枠交換で移動。

## 出演者
- 渋谷天外 ‐ 大石内蔵助
- 曽我廼家五郎八 ‐ 吉良上野介
- 藤山寛美
- 大村崑
- 茶川一郎
- 芦屋小雁
- 藤田まこと
- 酒井光子
- 正司歌江
- 天王寺虎之助
- ミヤコ蝶々・南都雄二
- 中田ダイマル・ラケット
- 夢路いとし・喜味こいし
- 芦屋雁之助
- 佐々十郎
- 川上のぼる
- 石井均

ほか

## スタッフ
- 原作：花登筺
- 脚本：池田幾三、足立克巳、花登筺
- 演出：平野豊
- 監修：館直志（渋谷天外の筆名）